# Zaffé
Zaffé est l'un des cinq arrondissements de la commune de Glazoué, reconnue par la célébrité de son grand marché, dans le département des Collines au Bénin.

## Géographie
L'arrondissement de Zaffé est situé au nord-ouest du Bénin et compte 6 villages que sont Adourekoman, Egbessi, Kabole, Kpakpa Zoume, Mendengbe et Zaffé.

## Démographie
Selon le recensement de la population de 2013 conduit par l'Institut national de la statistique et de l'analyse économique (INSAE), Zaffé compte 13053 habitants  .